# Костриця гірська
Костриця гірська (Festuca drymeja) — вид однодольних квіткових рослин з родини злакових (Poaceae).

## Опис

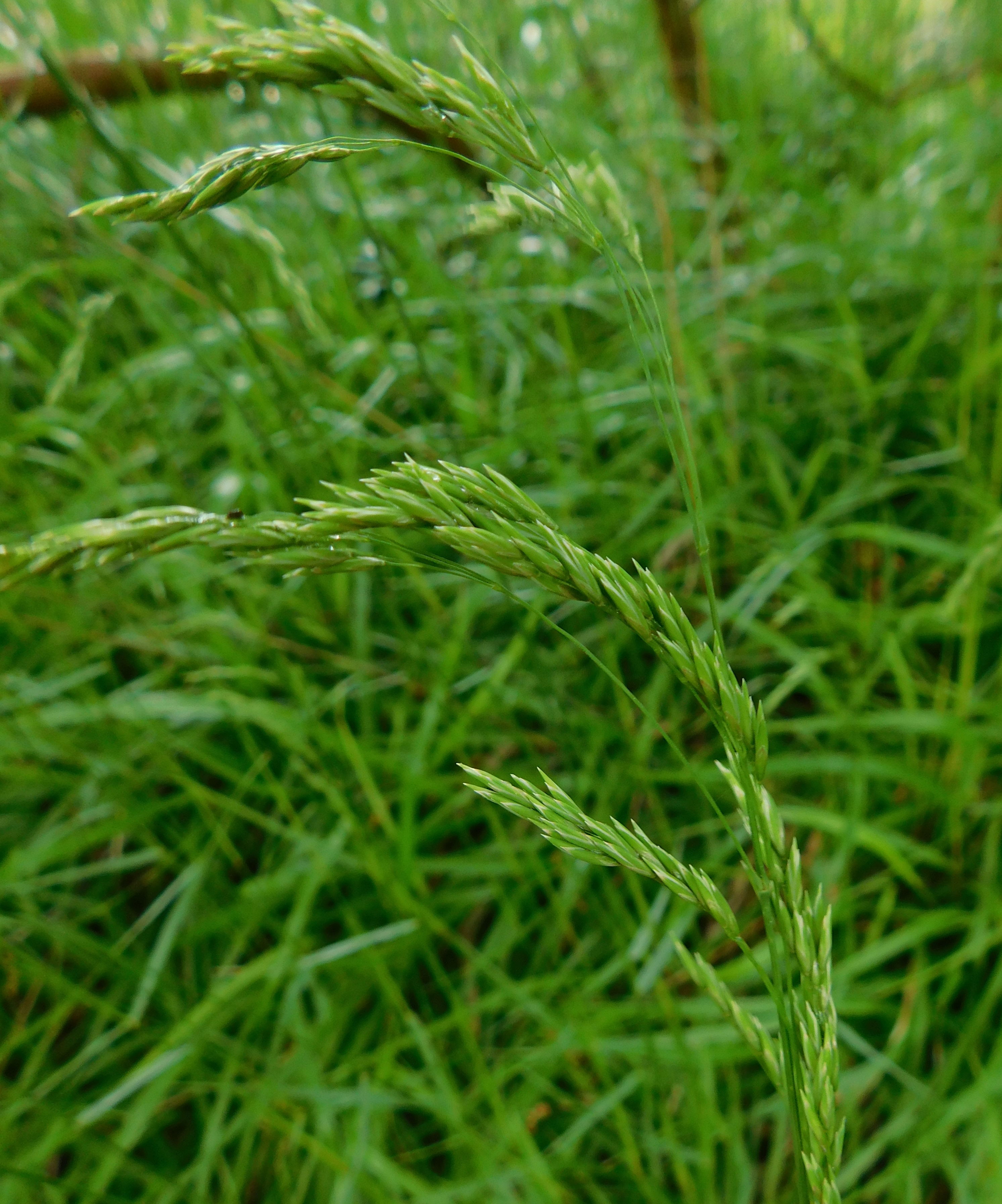

Це багаторічна, пучкова, нещільна трав'яниста рослина з коротким кореневищем. Стебла досить товсті, прямі, 70–110(150) см завдовжки. Листові пластинки плоскі, поступово загострені, до 20–80 см завдовжки й 5–15 мм ушир, свіжозелені, шорсткі з обох боків, по краях грубо щетинисті; язичок війчастий, 2–3 мм завдовжки; біля основи стебла розташовані 2–3 безлопатеві листки, зведені в солом'яно-кольорові лускоподібні, що поздовжньо розпадаються піхви. Суцвіття — однобока волоть 10—30 см завдовжки, з багатьма колосочками. Колосочки еліптично-ланцетні, 4–6-квіткові, 7 мм завдовжки, жовтувато-зелені. Колоскові луски неоднакові, гострі, нижня 2–3 мм завдовжки, верхня 3–4 мм; квіткові луски 5-жилкові, шкірясті, 4–5 мм завдовжки, на спині закруглені. Зерно подовжене, дрібне. Цвітіння: червень і липень.

## Поширення
Вид росте у Європі (від Німеччини до Італії й Північного Кавказу), північно-західній Африці (Туніс Алжир, Марокко), західній Азії (Іран, Туреччина, південний Кавказ).
В Україні росте у лісовому поясі Карпат від 400 до 800–1000 м н. р. м., по схилах північної експозиції, над потоками та струмками — у Карпатських лісах, зрідка. У ЧКУ має статус «вразливий».